# Зеркало, зеркало (телесериал)
«Зеркало, зеркало» (англ. Mirror, Mirror) — молодёжный фантастический сериал 1995 года совместного производства Австралии и Новой Зеландии. Первая часть насчитывает 20 серий в среднем по 20-25 минут.
В 1997 году вышел второй сезон этого телесериала под названием «Зеркало, зеркало 2». Второй сезон имеет с первым мало общего и никак не соотносящийся между собой сюжетами за исключением идеи путешествий во времени.
Существует книжная адаптация сериала, написанная Хилари Белл (англ. Hilary Bell).

## Сюжет
Джо (Петра Джэред) и Луиза (Микайла Банас) владеют одним секретом: они узнали, что могут не только видеть через одинаковые старые зеркала, но даже совершать путешествия во времени. Сначала зеркало становится для них источником чудес и удовольствий, но потом девочки узнают, что им предстоит решить колоссальную проблему: канистра с токсическим веществом угрожает сегодняшним друзьям Джо. Подружки должны каким-то образом изменить прошлое, чтобы избежать катастрофы в настоящем. Перемещаясь во времени, они понимают, что обладают силой, способной изменить ход истории...

## В ролях
- Петра Джеред — Джо Тиген
- Микайла Банас — Луиза Айрдейл
- Николас Хупер (не путать с композитором Николасом Хупером) — Николас (он же цесаревич Алексей Николаевич Романов)
- Питер Бенсли — Эндрю Тиген
- Джуди Макинтош — Кэтрин Тиген
- Джеральд Брайан — Джошуа Айрдейл
- Мишель Эймас — Праймроус Айрдейл
- Джеймс Эшкрофт — Тама Уильямс
- Джеффри Уолкер — Ройс Тиген
- Джейсон Гаскуан — Титус Айрдейл
- Николас Хэммонд — сэр Айвор Криви-Торн
- Бернард Кернс — Старик-антиквар (Николас в старости)

## Съёмочная группа
- Режиссёры: Джон Банас и София Туркевич
- Сценарий: Хилари Белл, Энтони Эллис и др.
- Композитор: Крис Хэрриот